# Mentő körülmény elhallgatása
A mentő körülmény elhallgatása a magyar büntetőjogban az igazságszolgáltatás elleni bűncselekmények egyike.

## A hatályos szabályozás
Aki olyan tényt, amelytől a büntetőeljárás alá vont személy elleni eljárás megszüntetése vagy az eljárás alá vont személy felmentése függhet, vele, védőjével vagy a hatósággal nem közöl, bűntett miatt egy évtől öt évig terjedő szabadságvesztéssel büntetendő.
Ha a mentő körülmény elhallgatása olyan bűncselekményre vonatkozik, amely életfogytig tartó szabadságvesztéssel is büntethető, a büntetés két évtől nyolc évig terjedő szabadságvesztés.
Aki olyan tényt, amelytől a szabálysértési, közigazgatási bírsággal sújtandó szabályszegés miatt indult vagy fegyelmi eljárás alá vont személy elleni eljárás megszüntetése függhet, vele, jogi képviselőjével vagy a hatósággal nem közöl, vétség miatt elzárással büntetendő.

### Nem büntethető mentő körülmény elhallgatása miatt
a) aki a tény közlésével önmagát vagy hozzátartozóját
aa) büntetőeljárásban vagy hatósági eljárásban bűncselekmény,
ab) szabálysértési eljárásban bűncselekmény vagy szabálysértés,
ac) fegyelmi eljárásban bűncselekmény, szabálysértés, közigazgatási bírsággal sújtandó szabályszegés vagy fegyelmi vétség elkövetésével vádolná,
b) akinek tanúkénti kihallgatása törvény alapján kizárt.

## Története
A hatályon kívül helyezett 1978. évi IV. törvényben a mentő körülmény elhallgatása az államigazgatás, az igazságszolgáltatás és a közélet tisztasága elleni bűncselekmények közé tartozott.
A 243. § (1) bekezdés szerint „aki olyan tényt, amelytől a büntetőeljárás alá vont személy felmentése függhet, vele, védőjével, vagy a hatósággal nem közöl, bűntettet követ el”.
A (2) bekezdés a) és b) pontja szerint ugyanakkor nem büntethető, aki a tény közlésével magát vagy hozzátartozóját bűncselekmény elkövetésével vádolná; illetőleg akinek tanúkénti kihallgatása a törvénynél fogva kizárt.
Már a 2013. évi C. törvény hatályba lépése előtt is maga után vonzhatott  büntetőjogi konzekvenciákat is a tanúvallomás jogosulatlan megtagadása: a tanú ilyen eljárása alkalmas lehetett az 1978. évi V. törvény 243. §-a szerint a mentő körülmény elhallgatása bűntettének megvalósítására.